# Пропорционални изборни систем
Пропорционални изборни систем (ПИС) карактерише изборне системе у којима се поделе у бирачком телу пропорционално одражавају у изабраном телу. Концепт се углавном односи на географске и политичке поделе бирачког тела.
Због фактора као што су изборни цензус и коришћење малих изборних јединица, као и тактика манипулације као што је цепање странака и џеримандеринг, савршена пропорционалност се ретко постиже у овим системима. Ипак, они апроксимирају пропорционалност много боље од других система. Неке јурисдикције користе седишта за нивелисање да компензују такве ефекте.